# Der Leutnant und sein Richter
Der Leutnant und sein Richter (engl. 1970: The Devil’s Lieutenant) ist ein historischer Roman der ungarisch-amerikanischen Schriftstellerin Maria Fagyas, der in der Offiziersgesellschaft der österreichischen k. u. k. Monarchie Österreich-Ungarn am Anfang des 20. Jahrhunderts spielt. Hintergrund war die sogenannte Hofrichter-Affäre.

## Inhalt
Zehn Offiziere eines Kriegsschuljahrgangs der Gemeinsamen Armee bekommen eine Postsendung, welche eine Probepackung eines Potenzmittels enthält. Absender der Probe ist ein gewisser Charles Francis. Hauptmann Richard Mader nimmt diese Pillen vor der Begegnung mit Anna Gabriel und stirbt an ihrer Wirkung. Die Ärzte stellen bei dem Toten eine Blausäurevergiftung fest. Die Berufung in den Wiener Generalstab wird von den Offizieren als wichtigen und begehrten Schritt ihrer Karriere angesehen, um einem trostlosen Dienst in einer Provinzstadt zu entgehen. Die Neue Freie Presse berichtet, dass ein Oberleutnant des in Linz stationierten Infanterieregimentes Nr. 14 in Zusammenhang mit dem Mordfall in Arrest genommen worden sei. Der Fall, der sehr bald politische Dimensionen annimmt und damit auch den österreichischen Kaiser Franz Josef und seinen designierten Thronfolger Franz Ferdinand erreicht, obliegt allein der Militärgerichtsbarkeit, Polizei und die zivile Staatsanwaltschaft sind davon ausgeschlossen. Oberleutnant Peter Dorfrichter, ebenfalls Teilnehmer des Kriegsschuljahrgangs 1909, wird von Hauptmann Kunze, der auf diesen Kriminalfall angesetzt wird, verdächtigt, diese Tat begangen zu haben. Als Motiv wird Satisfaktion angenommen, da Dorfrichter aufgrund einer neuen Regelung die Aufnahme in die Avancementsliste von 1909 um einen Rangplatz (16 statt höchstens 15) verpasst hat. Der Täter wird zu zwanzig Jahren Haftstrafe verurteilt und 1916 vom neuen Kaiser begnadigt. Der Film endet damit, dass sich kurz vor Kriegsende der Angeklagte Dorfrichter und sein Ankläger Kunze zufällig auf einem Platz in ziemlich arm gewordenen Wien treffen, sich nicht versöhnen und wortlos auseinandergehen.

## Themen
Themen des Romans sind neben dem beschriebenen Kriminalfall, Kameradschaft unter Offizieren, Ehebruch, Verrat und Obriggläubigkeit. Der Fall Dorfrichter spielt vor dem Hintergrund der Donau-Monarchie und ihrer Gesellschaft, deren Dekadenz bei opulenten Offiziersbällen, ausschweifenden Trinkgelagen im Casino, mondänem Zeitvertreib, dem Unterhalt kostspieliger Mätressen, Spielsucht und den daraus resultierenden Schulden, heimliche Affären, Ehebrüchen sowie ausgeklügelten Militär- und Hofintrigen ihren Ausdruck findet.

### Personen
Protagonisten stellen die beiden tiefgründig dargestellten Figuren Oberleutnant Peter Dorfrichter und Untersuchungsrichter Hauptmann (offizielle Bezeichnung „Hauptmann-Auditor“) Emil Kunze dar. Das Buch beschreibt den Widerstreit der beiden auf der Suche nach der Wahrheit. Während Kunze noch traditionell verhaftet ist und sich eher als Jurist als Soldat sieht und Dorfrichter, der einen aufstrebenden Karrieristen darstellt, welcher sich der „modernen Kriegsführung“ verschrieben hat. Dorfrichter ist hochintelligent aber innerlich kalt und von übermäßigem Ehrgeiz zerfressen. Ausgehend von der damaligen Logik wird die Urteilskraft eines Offiziers als nahezu „unfehlbar“ angesehen und so vereinigt Kunze die Funktionen eines Untersuchungsrichters, Anklägers und Verteidigers in einer Position. Weitere Figuren sind General Wenzel als Dorfrichters Vorgesetzter, seine Tochter Lily Wenzel, die mit dem ermordeten Hauptmann Mader eine Affäre hatte, Ana Gabriel, mit der er sich kurz vor seinem Tod noch treffen wollte, Dr. Weinberger, Oberst von Instadt und Kaiser Franz Joseph.

#### Teilnehmer der Avancementliste von 1909
- 1. Robert Stefan Ahrens, 2. Infanterieregiment, Eger
- 2. Ludwig Alexander Einthofen, 30. Infanterieregiment, Budapest
- 3. Karl-Heinz Schönhals, 13. Gebirgsjägerbrigade, Mostar
- 4. Johann Paul von Gersten, 31. Infanteriebrigade, Brasso
- 5. Franz August Widder, 3. Infanterieregiment, Graz
- 6. Rudolf Prinz Hohenstein, 5. Dragonerregiment, Wiener Neustadt
- 7. Titus Milan Dugonich, 5. Dragonerregiment, Wiener Neustadt
- 8. Richard Emmerich Mader (†), 8. Ulanenregiment, Krakau
- 9. Baron Otto Ernst Landsberg-Löwy, 4. Dragonerregiment, Enns
- 10. Waclaw Jas Hrasko, 5. Infanterieregiment, Sarajewo
- 11. Georg Trautmannsdorf, 28. Infanterieregiment, Nagykanizsa
- 12. Karl Günther Moll, 13. Landwehrdivision, Wien
- 13. Gustav Johann Messemer, 65. Infanteriebrigade, Győr
- 14. Zygmunt Géza Oblonsky, 3. Ulanenregiment, Bruck
- 15. Zoltán Géza Hódossy, 13. Husarenregiment, Kecskemét

## Sprachstil
„Am 17. November, dem letzten Tag seines Lebens, verließ Hauptmann Richard Mader nachmittags sein Büro im Kriegsministerium eine Stunde früher als sonst. Anna Gabriel hatte versprochen, gegen sechs bei ihm in der Wohnung zu sein, und er brauchte Zeit, da er sich, ehe sie kam, nochn umziehen und ein bißchen ausruhen wollte. Hinter der Freude, Anna wiederzusehen, schlummerte ein Hauch von Besorgnis. Mehrmals war er während des Tages versucht gewesen, einen Dienstmann mit einer Botschaft zu Anna zu schicken, hatte dann aber befürchtet, der Brief könnte einem Mann in die Hände fallen.“

„Im November besuchte sie ihn zweimal. Ihr Liebesspiel war so raffiniert wie eh und je, wenn auch jetzt bedeutend anstrengender. Sie war von einer Unersättlichkeit, die Mader zuerst schmeichelte und dann beunruhigte. Es schmerzte ihn, feststellen zu müssen, dass er ihr nicht mehr gewachsen war. Diese Entdeckung bedeutete für ihn einen bösen Schock, besonders weil es nicht das erste Mal war, daß er seine Rolle als Liebhaber nicht mehr wie früher zu entsprechen vermochte.“

## Rezeption
Maria Fagyas Buch Der Leutnant und sein Richter wird aufgrund seiner starken Ausdruckskraft als eine Art „Zeitreise in die Vergangenheit“ bezeichnet. Im Buch werden historische Ereignisse mit den gesellschaftlichen Normen der k.u.k.-Monarchie in einem Kriminalfall miteinander verknüpft. Der Tatsachenroman beschäftigt sich mit dem Innenleben des österreichischen Militärs am Vorabend des Ersten Weltkriegs. Die authentischen Kulissen und Charaktere der Generalstabsoffiziere, insbesondere der des Mordopfers Hauptmann Mader, werden realitätsnah und auf akribische Weise nachgezeichnet und schaffen dadurch eine lebendige und spannende Handlung. Hauptfiguren sind der Hauptverdächtige Oberleutnant Dorfrichter und der Ermittler Hauptmann Kunze. Kunze befindet sich dabei im Widerspruch seiner Gefühle, ob er dem charmanten und pflichtbewussten Verdächtigen das Erschießungskommando oder die Freiheit wünscht. Allein der Inhalt der Geschichte sei für eine Romanverfilmung prädestiniert. Der Spiegel spricht von „Eine Mord-Affäre aus dem alten Österreich wird ohne wilde Zufälle und ohne überflüssige Meditationen aufgeklärt. Zahlreiche Hinweise auf die gesellschaftlichen Regungen oder Verhärtungen der Donaumonarchie sind von der ortskundigen Offizierstochter Fagyas gut sichtbar, doch nicht aufdringlich placiert worden. Die Kunst, dezent zu bleiben, ohne undeutlich zu werden, kommt auch der so heftigen wie geheimen Leidenschaft des Untersuchungsrichters für den mutmaßlichen Giftmörder zugute.“

## Deutsche Textausgaben
- Maria Fagyas: Der Leutnant und sein Richter. Übersetzung von Isabella Nadolny, erstmals erschienen 1971 im Rowohlt-Verlag, Reinbek, auch Wunderlich Verlag, 2000, ISBN 3-499-26191-X. (Der Roman erschien im Vorabdruck als wöchentlicher Fortsetzungsroman in der Illustrierten „Stern“.)

## Verfilmung
Der Roman wurde 1974 unter der Regie von Jörg A. Eggers zur Vorlage des Spielfilms „Verurteilt 1910“, der vom ZDF im Jahr 1983 ausgestrahlt wurde. 1983 wurde das Buch unter Regie von John Goldschmidt erneut verfilmt. Der zweiteilige Fernsehfilm mit dem Titel Der Leutnant und sein Richter wurde im April 1984 im ZDF gezeigt. In den Hauptrollen waren Helmut Griem als Hauptmann Kunze und Ian Charleson als Oberleutnant Dorfrichter zu sehen.